# Isola Zigzag
L'Isola Zigzag (in inglese Zigzag Island) è una piccola isola dell'arcipelago di Palmer. L'isola è pianeggiante e profondamente frastagliata, con pareti rocciose scoscese